# 张黎 (上将)
张黎（1943年11月—），山东青州人，中华人民共和国军事人物。1958年9月参加工作，1964年12月入伍，1966年4月加入中国共产党，中央党校领导干部函授班毕业，大学学历，上将军衔。
曾当任过开国上将萧华的秘书。官至中国人民解放军副总参谋长。
中共十五大当选为中央纪律检查委员会委员，中共第十六届中央候补委员，第十一届全国政协常务委员、人口资源环境委员会副主任。1992年7月晋升少将军衔，1999年7月晋升为中将军衔，2004年6月晋升为上将军衔。